# Ciudad Alta (Salvador)
La Ciudad Alta (en portugués Cidade Alta) es el área alta y moderna de la ciudad de Salvador, capital del Estado de Bahía, Brasil. Está conectada a la Ciudad Baja a través del Elevador Lacerda. En la zona se encuentra el Parque Joventino Silva, hay grandes edificios y centros comerciales; sus calles y avenidas son muy transitadas. Es considerada el centro económico de Salvador. 
- Datos: Q4891553